# Bembidion quadripustulatum
Bembidion quadripustulatum är en skalbaggsart som beskrevs av Audinet-serville 1821. Bembidion quadripustulatum ingår i släktet Bembidion, och familjen jordlöpare. Arten är reproducerande i Sverige.

## Bildgalleri

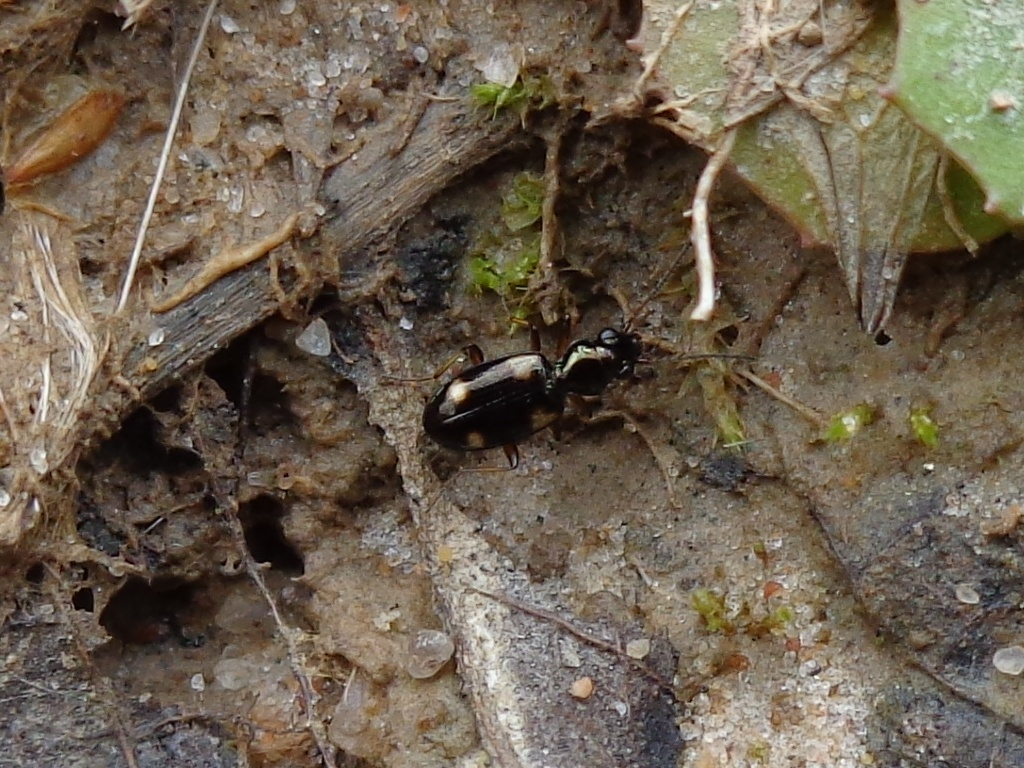